# Стеклянная гармоника
Стекля́нная гармо́ника — редкий музыкальный инструмент, состоящий из стеклянных полусфер различного размера, нанизанных на горизонтальную вращающуюся металлическую ось. Пакет полусфер частично погружён в ящик-резонатор с разбавленным уксусом, благодаря чему края полусфер постоянно увлажнены.

## История
Стеклянная гармоника известна в Европе с середины XVII века. Тогда играли на тридцати-сорока стаканах, прикасаясь к краям которых, исполнитель извлекал такие лёгкие, неземные звуки, будто на землю падают стеклянные шарики. В 1744 году ирландец Ричард Пакрич совершил триумфальное турне по всей Англии с новым, усовершенствованным инструментом, который он назвал «серафим» или «музыкальные стаканчики». Успех был так велик, что уже через пару лет в Лондоне выступил солистом на этом инструменте Кристоф-Виллибальд Глюк. Он исполнил «концерт на двадцати шести стаканчиках, настроенных вешней водой».
Прибывший в 1757 году в Лондон в качестве посланника Ассамблеи Пенсильвании Бенджамин Франклин был захвачен всеобщим увлечением «музыкальными стаканчиками» и изготовил свой усовершенствованный вариант. Его изобретение сделало этот инструмент ещё более популярным, — стаканчики Франклин заменил полусферическими чашечками, нанизанными на железный вал. Нижний край чашечек погружался в корытце с водой и при вращении вала, приводимого в движение педалью, равномерно увлажнялся. Прикосновение пальцев к влажным краям чашечек порождало нежный и приятный звук. В конструкции этой гармоники явно прослеживаются параллели с концепцией «музыки сфер», возникшей в античности, в средние века известным человеком, развивавшим эту концепцию был Иоганн Кеплер.

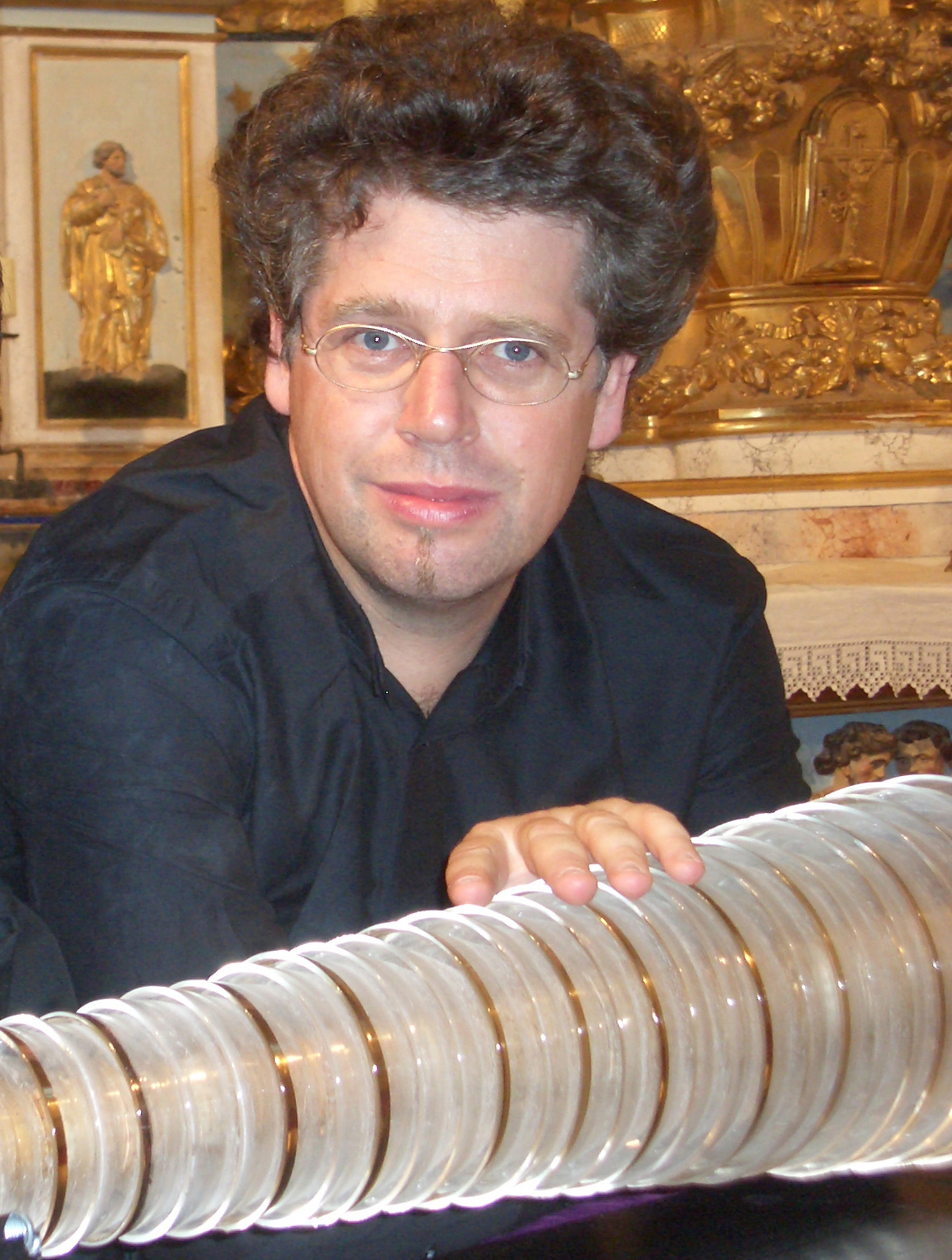
Томас Блох со стеклянной гармоникой

Обновлённый инструмент, названный «стеклянной гармоникой», покорил Европу. Одним из первых композиторов, обратившихся к новой диковине, стал Йоханн Адольф Хассе (в кантате "L'armonica"). Слепая музыкантша Марианна Кирхгеснер, посетив в 1791 году Вену, так пленила своей игрой Моцарта, что он тут же написал сочинение для стеклянной гармоники, флейты, гобоя, альта и виолончели. Для этого инструмента писали Бетховен и Рихард Штраус, его небесным звучанием восхищались Паганини и Гёте.
Но несмотря на это, в те времена считалось, что его звук слишком сильно действует на душевное состояние людей, пугает животных, вызывает преждевременные роды и даже приводит к расстройству рассудка. Поэтому в некоторых городах Германии гармоника была запрещена законом. Зато знаменитый австрийский психиатр Месмер, живший в конце XVIII — начале XIX века, использовал её для успокоения пациентов перед исследованием.
В начале XX века искусство стеклянной гармоники было утеряно, эти инструменты стали редкостью. Две стеклянные гармоники, с 37-ю и 35-ю полушариями, в СССР являлись экспонатами «Постоянной выставки музыкальных инструментов» в Ленинграде. В настоящее время они экспонируются в Музее музыки. Интерес к стеклянной гармонике возродился лишь недавно. Интересно, что в произведении американского композитора XX века Джорджа Крама этому инструменту доверено исполнять не что-нибудь, а голос Бога.
Антон Рубинштейн использовал стеклянную гармонику в «Демоне», чтобы создать ощущение необычайного, таинственного и «фантастического» в звучании оркестра. А Михаилу Глинке она пригодилась в опере «Руслан и Людмила» — для достижения сказочного колорита. Гаэтано Доницетти передал через нежное звучание инструмента безумие Лючии ди Ламермур в одноименной опере. Когда секрет игры на стеклянной гармонике был утерян, её стали заменять другими инструментами. Но в 2003 году дирижёр Александр Ведерников поставил оперу Глинки в Большом театре и решил вернуть стеклянную гармонику на её законное место. За неимением аутентичного инструмента партию гармоники исполнили музыканты Игорь Скляров и Тимофей Винковский — соответственно на стеклянной арфе (англ. glass harp) и веррофоне (англ. verrophone).

## Композиторы, сочинявшие произведения для стеклянной гармоники
- Вольфганг Амадей Моцарт
  - Адажио для стеклянной гармоники до мажор, KV 356
  - Адажио и рондо для стеклянной гармоники, флейты, гобоя, альта и виолончели, KV 617
- Карл Филипп Эммануэль Бах
- Иоганн Адольф Хассе
- Людвиг ван Бетховен
- Антонин Рейха
- Чайковский Пётр Ильич — Щелкунчик(балет). Танец Феи Драже
- Михаил Иванович Глинка- Опера «Руслан и Людмила».. Чудеса Черномора.
- Гаэтано Доницетти
- Рихард Штраус
- Джордж Крам — Dream Sequence (Images II) для скрипки, виолончели, фортепиано, ударных (1 исполнитель) и стеклянной гармоники (за сценой, 2 исполнителя)
- Филипп Сард
- Деймон Албарн
- Том Уэйтс
- Томас Блох (англ. Thomas Bloch)
- Jan Erik Mikalsen
- Michel Redolfi
- Etienne Rolin
- Режис Кампо
- Guillaume Connesson
- Эмили Симон
- KoЯn
- Pink Floyd

В начале 1970-х композитор Филипп Сард выбрал стеклянную гармонику для музыкального сопровождения фильма «Жилец» после того, как увидел в ресторане режиссёра Романа Полански, имитирующего пальцем движение, заставляющее стекло петь. К тому моменту во всём мире остался лишь один исполнитель, способный играть на этом инструменте.
Русский композитор Михаил Глинка в опере «Руслан и Людмила» использовал стеклянную гармонику для озвучивания чудес, которые колдун Черномор творил для Людмилы.
Из-за редкости стеклянной гармоники, позднее её заменяли челестой, ныне оригинал нот с партией стеклянной гармоники найден в Берлине и первоначальная версия ставится в Большом театре России.
В балете П. И. Чайковского «Щелкунчик» танец Феи Драже в первой версии озвучивала челеста, а во второй — уже стеклянная гармоника.

## Современные исполнители
- Томас Блох (Франция)
- Дуэт «Glass Duo» (Польша)
- Геральд Шёнфельдингер (Австрия)

Германия
- Мартин Гильмер
- Бруно Гоффман
- Саша Рекерт

США
- Дин Шостак
- Вильям Цайтлер
- Деннис Джеймс
- Глория Паркер
- Сесилия Гневек Брауер
- Джонатан Дэвис

Россия
- Тимофей Винковский
- Александр Лемешев
- Игорь Скляров
- Олеся Ростовская

## Стеклянная гармоника в мультфильмах
- «Стеклянная гармоника» — советский мультфильм 1968 года режиссёра Андрея Хржановского.
- В аниме «Темный дворецкий» Ханна Анафероуз играла на стеклянной гармонике, а затем Себастьян Михаэлис начал играть в похожем стиле на бокалах, чтобы нейтрализовать сводящее с ума воздействие гармоники.

## Учебники
- A. Ford: Instructions for Playing on the Musical glasses. In: Public Advertiser. London 1761.
- Musique des Verres. In: Denis Diderot (Hrsg.): Encyclopédie. Paris 1765.
- Karl Leopold Röllig: Über die Harmonika. Ein Fragment. Berlin 1787.
- Johann Christian Müller: Anleitung zum Selbstunterricht auf der Harmonika. Leipzig 1788.
- Franz Konrad Bartl: Abhandlung von der Tastenharmonika. Haller, Brünn 1798.
- G. von Graubenfeld: Aesthetische Gedanken über Bartl’s Tastenharmonika. Wien 1798.
- J. E. Franklin: Introduction to the Knowledge of the Seraphim or Musical glasses. s.n., London 1813.
- David Ironmonger: Instructions for the Double and Single Harmonicon Glasses. London 1840.
- F. H. Smith: Instructions for the Grand-Harmonicon. Baltimore 1829.
- James Smith: A Tutor for the Musical glasses. Edinburgh 1829.
- Jared Sparks (Hrsg.): The Works of Benjamin Franklin. Volume 1-10, Kelley, New York 1910.
- Carl Ferdinand Pohl: Zur Geschichte der Glasharmonika. Wien 1862.